# Jüdischer Friedhof (Bühne, Borgentreich)

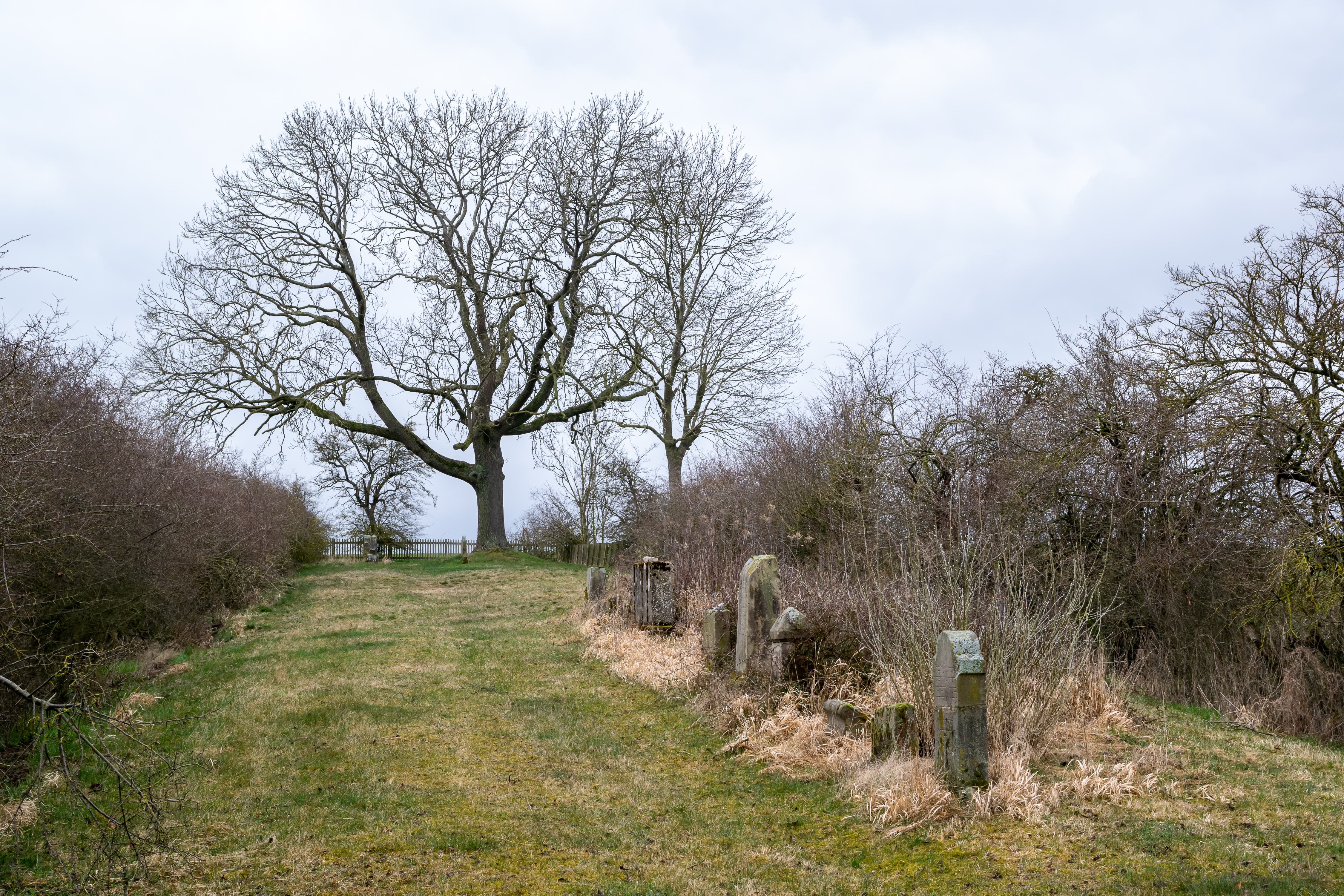
Jüdischer Friedhof Bühne

Der Jüdische Friedhof Bühne befindet sich im Ortsteil Bühne der Stadt Borgentreich im Kreis Höxter in Nordrhein-Westfalen. Als jüdischer Friedhof ist er ein Baudenkmal, das unter Denkmalschutz steht.
Der Friedhof – zwei Kilometer außerhalb des Ortes an einem Hang in der Peitzbreite, umgeben von Feldern und Waldgebieten – wurde von 1840 bis zur ersten Hälfte des 20. Jahrhunderts belegt. Dort sind 15 Grabsteine erhalten.
Die meisten Grabsteine stehen infolge von Verwüstungen während und nach der NS-Zeit nicht mehr an ihrem ursprünglichen Platz.